# Jugend Rettet
Jugend Rettet is een niet-gouvernementele organisatie (ngo) uit Berlijn, met als taak het redden van drenkelingen op de Middellandse zee. De reddingsoperaties worden uitgevoerd met het schip de Iuventa, dat onder Nederlandse vlag vaart. Dit schip is in augustus 2017 aan de ketting gelegd op verdenking van samenwerking met mensensmokkelaars.
De organisatie bestaat uit drie delen: ten eerste de bemanning van de Iuventa. De Iuventa is een 33 meter lang schip dat gebouwd is om te varen op de Noordzee. Het is in 2016 gekocht en omgebouwd tot reddingsschip. De naam Iuventa komt van de Romeinse god voor jeugd en moed. Ten tweede is er een organisatie die politieke bewustwording voor bepaalde thema’s zegt te willen bevorderen. Als laatste is er een discussieplatform "Botschafterinnen-Netzwerk", voor asielkwesties.
Tijdens een zitting van het Italiaanse parlement op 10 mei 2017 beschuldigde een Italiaanse aanklager Jugend Rettet van het samenwerken met mensensmokkelaars, waarbij Jugend Rettet ontkende. De Europese organisatie Frontex had kritiek op het opereren van ngo's voor de kust van Libië, en verweet hen onwilligheid om samen te werken met de officiële organisaties. In augustus 2017 weigerde Jugend Rettet de gedragscode voor ngo’s die was opgesteld door de Italiaanse regering te ondertekenen.

## Inbeslagneming van de Iuventa
Op 2 augustus 2017 legde het parket van het Siciliaanse Trapani beslag op de Iuventa, met als beschuldiging het samenwerken met mensensmokkelaars en het bevorderen van illegale immigratie. De beslagname was vooraf gegaan door een jaar lang onderzoek door de Italiaanse politie. Het openbaar ministerie legde getuigenverslagen, fotomateriaal, videomateriaal en geluidsopnames van gesprekken van bemanningsleden voor die aantoonden dat de organisatie geen mensen in nood redde, maar illegale immigranten in kalme zee van mensensmokkelaars overnam. De volledig intacte boten van de mensensmokkelaars voeren vervolgens terug. Jugend Rettet vocht de inbeslagname aan, maar het hoogste gerechtshof in Italië bevestigde de beslissing op 23 april 2018.
In juli 2018 stelde de openbaar klager in Trapani ten minste twintig personen, onder wie bemanningsleden van de Iuventa alsmede de organisaties Artsen Zonder Grenzen en Save the Children, op de hoogte van een tegen hun ingesteld strafrechtelijk onderzoek wegens bevordering van illegale immigratie naar Italië. De verdachten kunnen maximaal 15 jaar gevangenisstraf krijgen.